# Pla General de Comptabilitat
El pla general de comptabilitat (PGC) conté la normativa comptable amb relació a la formulació dels comptes anuals que obligatòriament han de presentar les empreses residents en territori espanyol. El PGC vigent és l'aprovat pel RD 1514/2007 del 16 de novembre de 2007 i substitueix al PGC de 1990 vigent fins al 31 de desembre de 2007. Segons la introducció del referit decret aquest nou pla general de comptabilitat representa la culminació de tot un procés d'harmonització comptable imposat per l'adopció per part de la Unió Europea de les Normes Internacionals de Comptabilitat, conegudes amb les seves sigles NIC/NIFF.
Complint la Llei 16/2007, de 4 Juliol de reforma i adaptació comptable, el PGC és aprovat pel RD 1514/2007 de 16 de novembre i el RD 1515/2007 de 16 novembre per a PIMES i els criteris comptables específics per a microempreses. El PGC serà d'aplicació obligatòria per a totes les empreses, sigui quina sigui la seva forma jurídica, individual o societària, sense perjudici d'aquelles empreses que puguin aplicar el PGC de PIMES. El PGC PIMES té caràcter voluntari, podent aplicar-lo aquelles empreses, sigui quina sigui la seva forma jurídica, que compleixin els requisits exigits per a presentar el balanç, estats de canvis en el patrimoni net i memòria abreujats, mantenint l'opció de forma continuada, mínim 3 exercicis. No podran en cap cas aplicar el PGC de PIMES les empreses que es trobin en alguna de les següents circumstàncies: 
1. Realitzar emissions de valors que es negocien en mercats financers de qualsevol estat de la UE.
2. Entitats financeres que captin fons del públic.
3. Si pertany a un grup de societats que realitzi comptes anuals consolidats.
4. La moneda que utilitzi és diferent a l'euro.

El PGC per a PIMES té en compte aspectes concrets aplicables a les microempreses. I considera microempreses aquelles empreses que compleixen les següents criteris a tancament d'exercici i durant dos exercicis consecutius:
1. Total d'actiu no major d'1 milió d'euros.
2. Import net xifra de negocis no superior a 2 milions d'euros.
3. El nombre mitjà de treballadors empleats durant l'exercici no superior a 10.

## Estructura del PGC PIMES
Aquest nou PGC està dividit en 5 parts precedides d'una introducció on s'explica les característiques fonamentals del nou pla i les seves principals diferències amb el pla comptable anterior de l'any 1990. Les tres primeres parts són obligatòries i la quarta i cinquena voluntàries. Aquestes 5 parts són les següents:

### Marc conceptual de la comptabilitat
El marc conceptual representa un conjunt de requisits, principis i criteris a utilitzar en el procés de recollida, valoració i representació de la realitat econòmica i financera de l'empresa perquè els comptes anuals, formulats amb claredat, expressin la imatge fidel del patrimoni, de la situació financera i dels resultats de l'empresa. El marc conceptual està dividit en 7 apartats que es poden veure a continuació.

#### Comptes anuals. Imatge fidel
Els comptes anuals s'han de redactar amb claredat, de manera que la informació subministrada sigui comprensible i útil per als usuaris en prendre les seves decisions econòmiques, han de mostrar la imatge fidel del patrimoni, de la situació financera i dels resultats de l'empresa, totes aquestes de conformitat amb les disposicions legals.

#### Requisits de la informació a incloure en el comptes anuals
La informació comptable ha de ser:
- Rellevant: hauria de ser útil per a la presa de decisions econòmiques.
- Fiable: hauria de ser lliure d'errors materials i neutral.
- Íntegra: hauria de contenir totes les dades que poden influir a la presa de decisions, sense omissions significatives.
- Comparable: hauria de permetre comparar la situació de l'empresa en diferents moments del temps; també hauria de permetre comparar-les amb altres empreses.
- Clara: hauria de permetre formar judicis que facilitin la presa de decisions.

#### Principis comptables
La comptabilitat de l'empresa i, en especial, el registre i la valoració dels elements dels comptes anuals, es desenvoluparan aplicant obligatòriament els principis comptables que a continuació s'indiquen:

##### Principi d'empresa en funcionament
S'ha de considerar que la gestió de l'empresa continuarà en un futur proper. Com a conseqüència d'això, l'aplicació dels principis comptables no s'encamina a determinar el valor del patrimoni a efectes de venda total o parcial, ni tampoc es buscarà l'import que resultaria en cas de liquidació de l'empresa.

##### Principi de meritació
El principi de meritació és aquell que contempla que els efectes de les transaccions o dels fets econòmics es registraran quan ocorrin, imputant-se a l'exercici al qual els comptes anuals es refereixin, les despeses i els ingressos que afectin al mateix, amb independència de la data del seu pagament o cobrament. És a dir, hem de comptabilitzar la factura en el moment en què s'emet independentment del moment en què es cobri o es pagui.

##### Principi d'uniformitat
El principi d'uniformitat consisteix a adoptar un criteri que es mantingui en el temps i aplicar-se de manera uniforme en els elements que tinguin les mateixes característiques. En cas de canvi, s'ha d'anotar a la memòria.

##### Principi de prudència
El principi de prudència consisteix a comptabilitzar les pèrdues com més aviat possible, a diferència dels beneficis, que s'hauran de comptabilitzar a l'hora de fer el tancament de l'exercici. La prudència no justifica que la valoració dels elements patrimonials no respongui a la imatge fidel que han de reflectir els comptes anuals. A més, s'hauran de tenir en compte les amortitzacions i correccions de valor per deteriorament dels actius, tant si l'exercici es tanca amb benefici, com si es tanca amb pèrdua.

##### Principi de no compensació
El principi de no compensació contempla que no es podran compensar les partides de l'actiu i del passiu o les de despeses i ingressos, i es valoraran separadament els elements integrants dels comptes anuals. L'objectiu d'aquest principi es basa en el fet que si es compensen comptes es pot perdre informació valuosa que no apareixeria reflectida en els comptes anuals, la qual cosa causaria no representar la imatge fidel ni del patrimoni, ni de la situació financera, ni dels resultats de l'empresa.

##### Principi d'importància relativa
S'admetrà la no aplicació estricta d'alguns dels principis i criteris comptables quan la importància relativa en termes quantitatius o qualitatius de la variació que aquest fet produeixi, sigui escassament significativa i, en conseqüència, no alteri l'expressió de la imatge fidel. Les partides o imports d'importància escassament significativa poden aparèixer agrupats amb altres de similar naturalesa o funció. En els casos de conflicte entre principis comptables, ha de prevaler el que millor condueixi a que els comptes anuals expressin la imatge fidel del patrimoni, de la situació financera i dels resultats de l'empresa.

#### Elements dels comptes anuals
Els elements que es registren al Balanç són:
- Actiu: Són els béns, drets i recursos dels quals s'espera que l'empresa obtinguin beneficis o rendiments econòmics en el futur.
- Passiu: Són les obligacions que l'empresa ha contret en el passat, incloses les provisions.
- Patrimoni Net: part residual dels actius de l'empresa una vegada deduïts tots els passius.

Els elements que es registren en el compte de pèrdues i guanys:
- Ingressos: És l'increment en el patrimoni net de l'empresa durant l'exercici, en forma d'entrada o augment del valor dels actius o disminució dels passius.
- Despeses: És el decreixent en el patrimoni net de l'empresa durant l'exercici, en forma de sortida o disminucions en el valor dels actius o augment dels passius.

#### Criteris de registre
Recull els criteris que han de complir els actius, passius, ingressos i despeses per a ser reconeguts i reflecteix quines són les seves contrapartides. Han de complir els criteris de probabilitat en l'obtenció o cessió de recursos que incorporin beneficis o rendiments econòmics, i que es puguin valorar amb fiabilitat.

#### Criteris de valoració
La valoració és el procés pel qual s'assigna un valor monetari a cadascun dels elements integrants dels comptes anuals. Criteris valoratius usats en el pla:
- Cost històric o cost: és el seu preu d'adquisició o cost de producció.
- Valor raonable: import pel qual pot ser intercanviat un actiu o liquidat un passiu entre parts interessades i degudament informades. Amb caràcter general, el valor raonable serà el valor de mercat.
- Valor net realitzable: import que l'empresa pot obtenir per l'alienació d'un actiu al mercat, deduint els costos necessaris per dur-la a terme.
- Valor actual: és igual als fluxos d'efectiu a rebre o pagar en el curs normal del negoci, actualitzats a un tipus de descompte adequat.
- Valor en ús: és el valor actual dels fluxos d'efectiu futurs esperats, tenint en compte el seu estat actual i actualitzats a un tipus d'interès de mercat sense risc.
- Cost de venda: costos incrementals directament atribuïbles a la venda d'un actiu en els quals no s'hauria incorregut sinó s'hagués pres la decisió de vendre.
- Cost amortitzat: és l'import al que inicialment ha estat valorats un actiu o passiu financer, menys els reemborsaments de capital que s'hagin produït, i més o menys, la part imputada en el compte de pèrdues i guanys de la diferència entre l'import inicial i el valor de reemborsament al venciment. A més, en els actius financers s'hi haurà de reduir el valor de qualsevol deteriorament reconegut.
- Costos de transacció atribuïbles a un actiu o passiu financer: costos incrementals directament atribuïbles a la compra, emissió, alienació, o altra forma de disposició d'un actiu, o a l'emissió o assumpció d'un passiu financer en els quals no s'hauria incorregut sinó s'hagués portat a terme la transacció.
- Valor comptable o en llibres: import net pel qual un actiu o passiu figura en el balanç, una vegada descomptada, en el cas dels actius, l'amortització acumulada i el valor dels deterioraments que s'haguessin produït.
- Valor residual: valor que s'espera recuperar d'un bé al final de la seva vida útil.

#### Principis i normes de comptabilitat generalment acceptades
Són els establerts en el Codi de Comerç i altra legislació mercantil, el PGC PIMES, el PGC i les seves adaptacions sectorials, les normes de desenvolupament que, en matèria comptable, estableixi si escau l'Institut de Comptabilitat i Auditoria de Comptes, i la resta de legislació espanyola que sigui específicament aplicable.

### Normes de registre i valoració
Desenvolupen els principis comptables i altres disposicions contingudes en el Marc Conceptual de la Comptabilitat. Inclouen criteris i regles aplicables a diferents transaccions o fets econòmics, i també a diversos elements patrimonials. Constitueixen la segona part del PGC i són d'aplicació obligatòria.

### Comptes Anuals
S'elaboren cada any. L'empresari o administradors els han de formular en el termini màxim de tres mesos a partir del tancament de l'exercici, i en responen de la seva veracitat. Els documents que integren els comptes anuals són:

#### El Balanç
És un informe que reflecteix la situació econòmica i financera d'una empresa en un moment determinat. Es formularà tenint en compte la classificació següent: 
- Actiu: béns i drets.
  - Actiu no corrent: més d'un any.
  - Actiu corrent: un any o menys.
- Passiu: obligacions.
  - Passiu no corrent: més d'un any.
  - Passiu corrent: un any o menys.
- Patrimoni Net: finançament propi.

#### Compte de pèrdues i guanys
Mostra ordenada i detalladament la forma de com es va obtenir el resultat de l'exercici durant un període determinat.

#### L'estat de canvis en el patrimoni net
Informe dels canvis fets al Patrimoni Net.

#### Memòria
La Memòria és un document comptable que completa, amplia i comenta la informació continguda en els altres documents que integren els comptes anuals.

### Quadre de comptes
Constitueix la quarta part del pla i no té caràcter obligatori per a les empreses. Conté els grups, subgrups i comptes necessaris, codificats en forma decimal i amb un títol expressiu del seu contingut. El PGC PIMES divideix els comptes en 7 grups. Els 5 primers són de comptes patrimonials, i els 2 últims comptes de gestió.
- Grup 1 - Finançament Bàsic
  - Capital
    - Capital social
    - Fons social
    - Capital
    - Socis per desemborsaments no exigits ...
      - Socis per desemborsaments no exigits, capital social
      - Socis per desemborsaments no exigits, capital pendent d'inscripció

    - Socis per aportacions no dineràries pendents ...
      - Socis per aportacions no dineràries pendents, capital social
- Grup 2 - Immobilitzat (Actiu no corrent)
  - Immobilitzacions intangibles
    - Despeses de recerca
    - Desenvolupament
    - Concessions administratives
    - Propietat industrial
    - Fons de comerç
    - Drets de traspàs
    - Aplicacions informàtiques
    - Avançaments per a immobilitzacions intangibles

  - Immobilitzacions materials
    - Terrenys i béns naturals
    - Construccions
    - Instal·lacions tècniques
    - Maquinària
    - Utillatge
    - Altres instal·lacions
    - Mobiliari
    - Equips per a processos d'informació
    - Elements de transport
    - Altre immobilitzat material
- Grup 3 – Existències
  - Comercials
  - Matèries primeres
  - Altres aprovisionaments
    - Elements i conjunts incorporables
    - Combustibles
    - Recanvis
    - Materials diversos
- Grup 4 - Creditors i deutors per operacions de tràfic
  - Proveïdors
    - Proveïdors
    - Proveïdors, efectes comercials a pagar
    - Proveïdors, empreses del grup
    - Proveïdors, empreses associades
    - Proveïdors, altres parts vinculades
    - Envasos i embalatges a retornar a proveïdors
    - Bestretes a proveïdors

  - Creditors diversos
- Grup 5 - Comptes financers
  - Emprèstits, deutes amb característiques especials i altres emissions anàlogues a curt termini
    - Obligacions i bons a curt termini
    - Obligacions i bons convertibles a curt termini
    - Accions o participacions a curt termini comptabilitzades com passiu
    - Deutes representats en altres valors negociables a curt termini
    - Interessos d'emprèstits i altres emissions anàlogues
    - Dividends d'emissions comptabilitzades com passiu
    - Valors negociables amortitzats

  - Deutes a curt termini amb parts vinculades
- Grup 6 - Compres i despeses
  - Compres
    - Compres de ...
    - Descomptes sobre compres per pagament
    - Devolucions de compres i operacions similars
    - "Rappels" per compres

  - Variació d'existències
    - Variació d'existències de ...

  - Serveis exteriors
    - Despeses en recerca i desenvolupament
    - Arrendaments i cànons
    - Reparacions i conservació
    - Serveis de professionals independents
    - Transports
    - Primes d'assegurança
    - Serveis bancaris i similars
    - Publicitat, propaganda i relacions públiques
    - Subministraments
    - Altres serveis

  - Tributs
  - Despeses de personal
  - Altres despeses de gestió
  - Despeses financeres
  - Dotacions per amortitzacions
- Grup 7 - Vendes i ingressos
  - Vendes de mercaderies, de producció pròpia, de serveis, etc.
    - Vendes de ...
    - Descomptes sobre vendes per pagament
    - Devolucions de vendes i operacions similars
    - "Ràpels" sobre vendes

  - Variació d'existències
    - Variació d'existències de ...

  - Treballs realitzats per a l'empresa
  - Subvencions, donacions i llegats
  - Altres ingressos de gestió
  - Ingressos financers

### Definicions i relacions comptables
No és de caràcter obligatori i inclou les definicions dels diferents comptes que s'incorporaran al balanç, compte de pèrdues i guanys i en l'estat de canvi en el patrimoni net. així com la descripció dels principals càrrecs i abonaments de cadascun dels comptes..

## Entitats sense afany de lucre
El 24 de novembre de 2011 el Ministeri d'Economia i Hisenda publica el Reial Decret 1491/2011, dictat el 24 d'octubre en el que s'aproven les normes per adaptat la comptabilitat de les entitats sense afany de lucre i el model de pla d'actuació de les entitat sense afany de lucre.